# Acantholeucania loreyi
Acantholeucania loreyi là một loài bướm đêm trong họ Noctuidae.